# Lišov (district de České Budějovice)
Pour les articles homonymes, voir Lišov.
Lišov (en allemand : Lischau) est une ville du district de České Budějovice, dans la région de Bohême-du-Sud, en Tchéquie. Sa population s'élevait à 4 621 habitants en 2023.

## Géographie
Lišov se trouve à 11 km au nord-est du centre de České Budějovice et à 119 km au sud de Prague.
La commune est limitée par Ševětín, Mazelov et Smržov au nord, par Třeboň et Dunajovice à l'est, par Štěpánovice, Hvozdec, Zvíkov, Jivno et Libníč au sud et par Borek, Hosín, Chotýčany et Vitín à l'ouest. La commune de Lišov compte un quartier exclavé, Vlkovice, séparé du reste de la commune par Hvozdec.

## Histoire
La première mention écrite du village date de 1334.

## Administration
La commune se compose de treize sections :
- Červený Újezdec
- Dolní Miletín
- Dolní Slověnice
- Horní Miletín
- Horní Slověnice
- Hrutov
- Hůrky
- Kolný
- Levín
- Lhotice
- Lišov
- Velechvín
- Vlkovice

## Transports
Par la route, Lišov se trouve à 11 km de České Budějovice et à 148 km de Prague.